# Tepuísnårsparv
Tepuísnårsparv (Atlapetes personatus) är en fågel i familjen amerikanska sparvar inom ordningen tättingar.

## Utseende och läte
Tepuísnårsparven är en stor och färgglad sparv. Fjäderdräkten varierar geografiskt, men den uppvisar alltid rostrött huvud, olivgrå ovansida och gult på bröst och buk. Bland lätena hörs torra tjippande ljud och olika otydliga kontaktläten, medan sången består av en kort uppstannande serie med visslade toner.

## Utbredning och systematik
Tepuísnårsparv förekommer i tepuís i södra Venezuela och delas in i sex underarter med följande utbredning:
- Atlapetes personatus personatus – berget Roraima och angränsande tepuí
- Atlapetes personatus collaris – Auyan-Tepui i sydöstra Bolívar
- Atlapetes personatus duidae – berget Duida i Amazonas
- Atlapetes personatus parui – norra Amazonas
- Atlapetes personatus paraquensis – Cerro Paraque och Cerro Yaví
- Atlapetes personatus jugularis – Cerro de la Neblina på gränsen mellan Venezuela och Brasilien

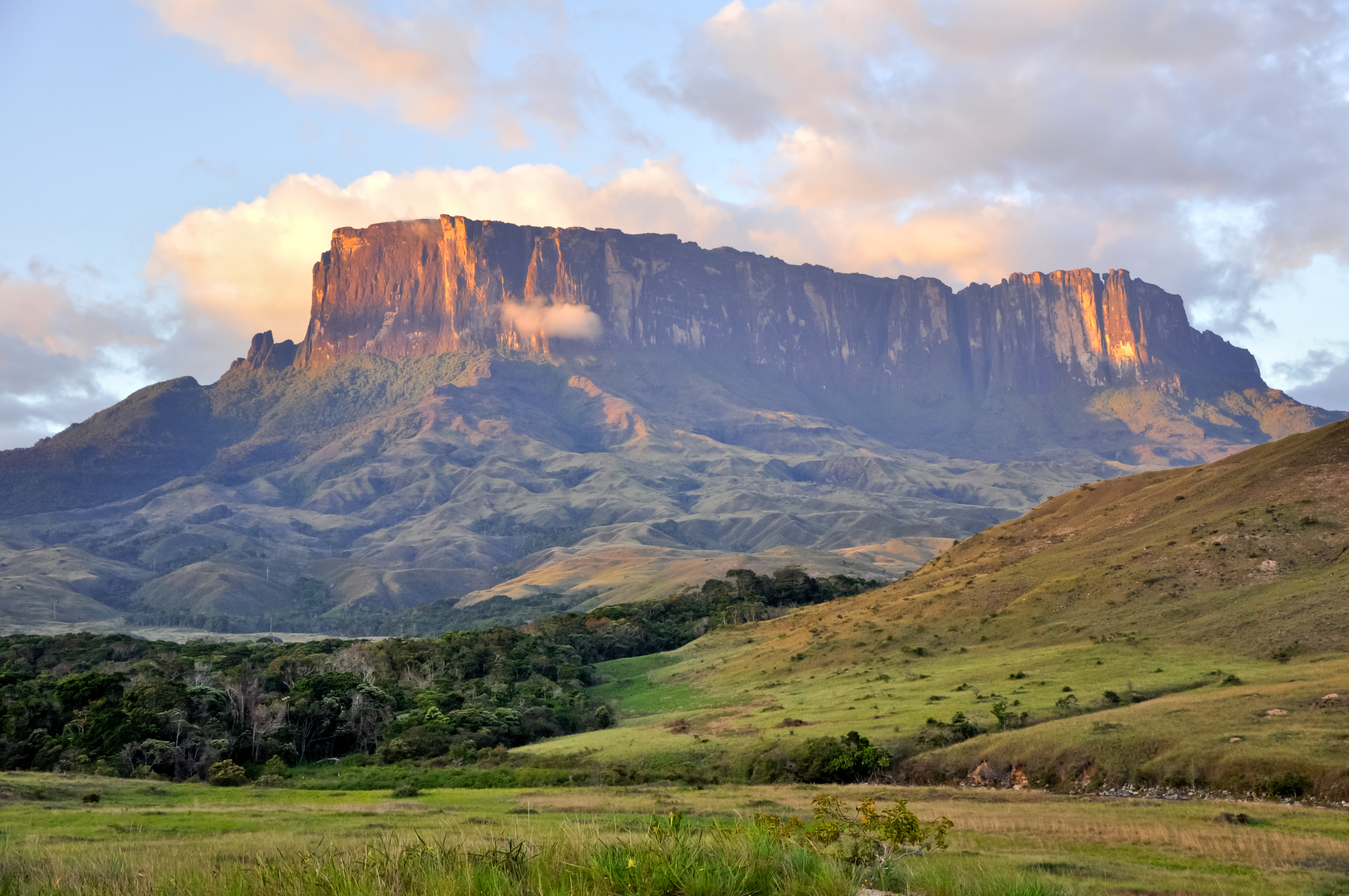
Fågeln förekommer endast på platåberg som kallas tepuier, här Roraima.

### Familjetillhörighet
Tidigare fördes de amerikanska sparvarna till familjen fältsparvar (Emberizidae) som omfattar liknande arter i Eurasien och Afrika. Flera genetiska studier visar dock att de utgör en distinkt grupp som sannolikt står närmare skogssångare (Parulidae), trupialer (Icteridae) och flera artfattiga familjer endemiska för Karibien.

## Levnadssätt
Tepuísnårsparven hittas i fuktiga skogar i tepuier, vanligen ovan 800 meters höjd. Den ses enstaka, i par eller i smågrupper inne i tät undervegetation där den letar igenom torra löv eller mossiga ytor efter frön och insekter. Ibland kan den röra sig ut ur den skyddande växtligheten för att födosöka på mossiga grenar ett antal meter upp ovan mark. Fågeln ses ofta som en del av kringvandrande artblandade flockar.

## Status
Arten har ett stort utbredningsområde och beståndet anses stabilt. Internationella naturvårdsunionen IUCN listar den därför som livskraftig (LC).